# MG Cars
MG (acrónimo de Morris Garages) fue de un fabricante de automóviles de origen inglés fundado por Cecil Kimber en la década de 1920. Conocida por sus automóviles deportivos descapotables de dos plazas, también producía sedanes y cupés con motores de hasta 3 litros (183,1 plg³). La marca actualmente es propiedad del grupo de empresas chino SAIC Motor.
Los MG tenían sus raíces en una actividad secundaria de promoción de ventas en 1920 de Morris Garages, un centro de ventas minoristas y servicio en Oxford perteneciente a William Morris. El gerente de la empresa, Cecil Kimber, modificó los Morris Oxford de producción estándar y agregó el rótulo MG Super Sports a la placa en la parte delantera del coche. MG Car Company Limited se constituyó en julio de 1930. Siguió siendo propiedad personal de Morris hasta el 1 de julio de 1935, cuando la vendió a su compañía matriz Morris Motors.
MG sufrió muchos cambios de propiedad a lo largo de los años. La Nuffield Organisation de Morris se fusionó con Austin Motor Company para crear la British Motor Corporation (BMC) en 1952. Sus actividades pasaron a llamarse división MG de BMC en 1967, por lo que se convirtió en un componente más de la fusión de 1968 que creó British Leyland Motor Corporation (BLMC). Los sucesores de BLMC siguieron utilizando la marca MG: British Leyland, Rover Group y, a principios de 2000, MG Rover Group, que entró en quiebra en 2005. Nanjing Automobile compró la marca MG junto con otros activos de MG Rover, que se fusionó con SAIC Motor en 2007. La producción de MG se reinició en 2007 en China. El primer modelo MG completamente nuevo en el Reino Unido en 16 años, el MG 6, se lanzó el 26 de junio de 2012.

## MG Car Company

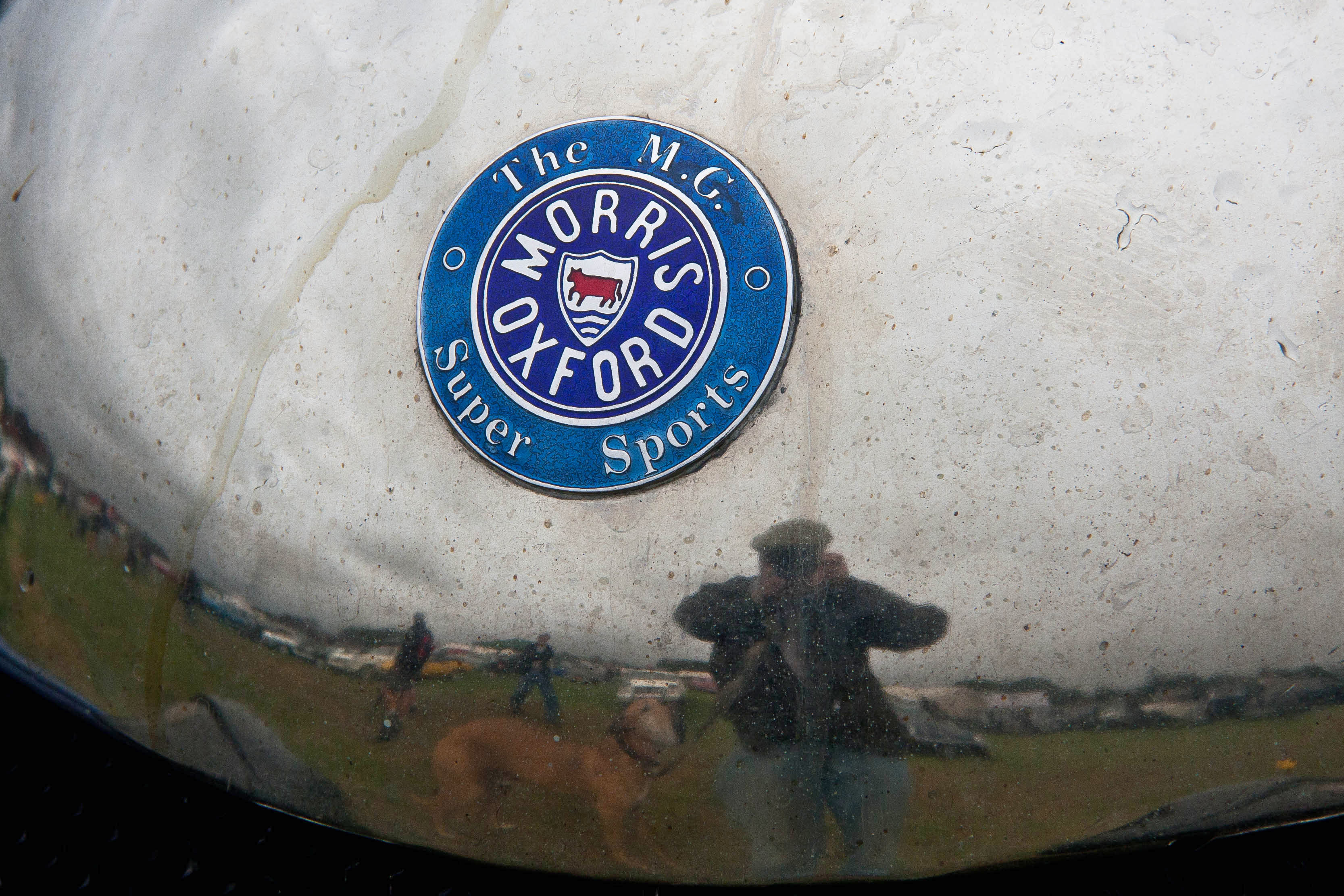
Escudo esmaltado de un antiguo MG

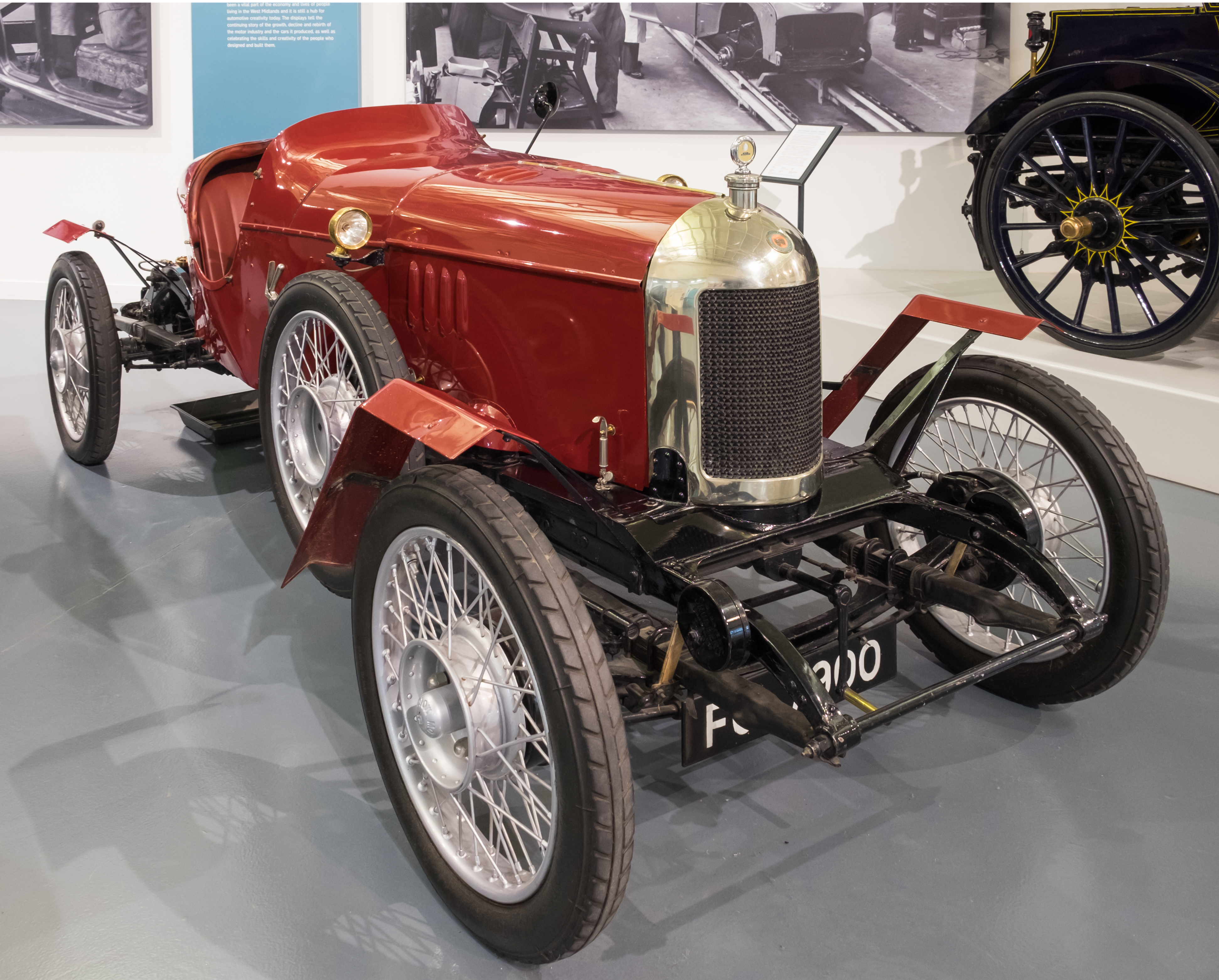
Old Number One de 1925 con carrocería Carbodies

Morris Garages de Longwall Street, Oxford, propiedad de William Morris, era el distribuidor en Oxford de sus propios coches con la marca Morris. Cecil Kimber se incorporó al concesionario como gerente de ventas en 1921, siendo ascendido a gerente general en 1922. Kimber comenzó a promover las ventas al producir sus propias versiones especiales de automóviles Morris.
El debate sigue en cuanto a cuándo comenzó la producción de automóviles MG. Los primeros automóviles con la marca, rediseños especiales de los modelos Morris con carrocerías fabricadas por Carbodies de Coventry, conocidos como "Kimber Specials", portaban emblemas tanto de Morris como de MG. La referencia a MG con la insignia del octógono apareció en un periódico de Oxford en noviembre de 1923 y el octógono con la marca lo registró Morris Garages el 1 de mayo de 1924. Otras fuentes consideran que la marca MG solo comenzó a usarse a partir de 1925.
Morris Garages ensamblaba sus coches en sus talleres de Alfred Lane, Oxford. La gran demanda propició en septiembre de 1925 el traslado de la actividad a unos locales más grandes, localizados en Bainton Road, compartiendo espacio con la fabricación de los radiadores de los Morris. La expansión continua significó otro traslado en 1927, pasando a ocupar una fábrica independiente en Edmund Road, Cowley, Oxfordshire, cerca de la fábrica principal de Morris, donde por primera vez disponía de una línea de producción propia.
En 1928, la compañía se había vuelto lo suficientemente grande como para garantizar una identidad separada de los Morris Garage originales y la marca MG Car Company se utilizó a partir de marzo de ese año. En octubre, por primera vez, apareció de forma independiente en el Salón del automóvil de Londres. La fábrica se quedó pequeña de nuevo y la búsqueda de una sede permanente llevó al arrendamiento de parte de una antigua fábrica de cuero en Abingdon-on-Thames en 1929. Una compañía de responsabilidad limitada llamada MG Car Company se constituyó el 21 de julio de 1930.
Kimber se quedó con la compañía hasta 1941, tras una disputa con Morris acerca de la posibilidad de conseguir trabajo en tiempos de guerra. Kimber murió en 1945 en el accidente ferroviario de King's Cross.[cita requerida]

### Organización Nuffield
William Morris era dueño de MG personalmente y en una reorganización de sus diversas propiedades personales, vendió MG en 1935 a Morris Motors. El miembro principal de su Organización Morris, más tarde llamado Nuffield Organisation, un cambio que tendría serias consecuencias para MG, particularmente en sus actividades del deporte de motor. Su gama de productos sería extendida a las marcas Wolseley y Morris.[cita requerida]

### British Motor Corporation (BMC)

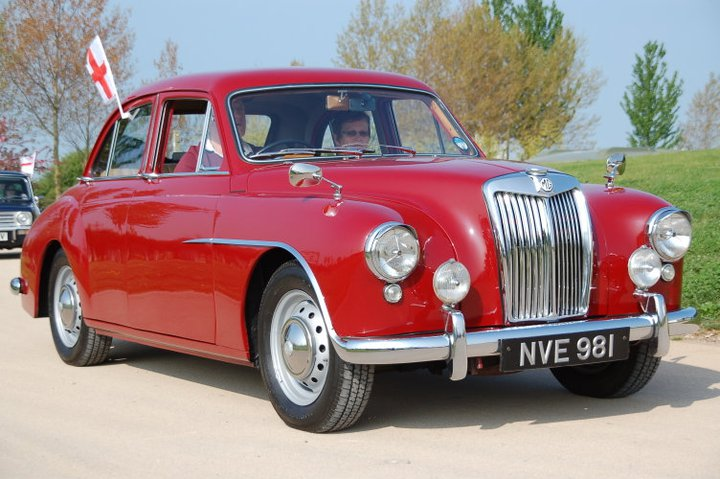
ZA Magnette de 1955

La MG Car Company Limited fue absorbida junto con Morris por la British Motor Corporation (BMC), creada en 1952 como una fusión de Morris Motors y de Austin Motor Company. John Thornley asumió el cargo de gerente general, guiando a la compañía a través de sus mejores años hasta su jubilación en 1969. Bajo BMC, la mayor parte de modelos de MG no eran más que versiones rediseñadas de otras marcas, con la excepción principal de los pequeños deportivos MG. BMC se fusionó con Jaguar Cars en septiembre de 1966 y ese diciembre, la nueva compañía recibió el nombre de British Motor Holdings (BMH). BMH a su vez se fusionó con Leyland Motor Corporation en 1968, para formar la British Leyland Motor Corporation (BLMC).[cita requerida]

### British Leyland Motor Corporation (BLMC)
Por entonces, MG no era más que una marca utilizada por BLMC y, desde 1972, el nombre "MG Car Company Limited" dejó de usarse.

## Marca MG
El nombre de la marca aparentemente se originó a partir de las iniciales de Morris Garages, la compañía privada de ventas y servicios minoristas de William Morris. La marca estuvo en uso continuo, excepto durante la Segunda Guerra Mundial, desde su origen en 1924 hasta 2005; y luego desde 2007 bajo propiedad china.
Al principio, la marca se usaba principalmente para los deportivos de dos plazas fabricados en la fábrica de la M.G. Car Company de Abingdon, situada unas 10 millas (16,1 km) al sur de Oxford.

### Gobierno Británico
Después de una nacionalización parcial en 1975, BLMC se convirtió en British Leyland, más tarde solamente BL. El personal de administración e ingeniería de British Leyland pertenecía predominantemente de la antigua organización Leyland Motor Corporation, que incluía al histórico rival cercano de MG, Triumph Motor Company. Esta última fue agrupada en la División de Especialistas de BL, junto con Rover Company y Jaguar Cars, mientras que MG fue retenido con las otras marcas anteriores de BMC en la División Austin-Morris, dedicada a la fabricación de automóviles de turismo en masa. Mientras que los nuevos modelos como el Triumph TR7 y el Triumph Dolomite se lanzaron durante los años 70, no se introdujeron nuevos modelos MG, aparte de la versión V8 de producción limitada del MGB. Si bien las operaciones de MG fueron rentables, estas ganancias se compensaron por completo con las enormes pérdidas acumuladas por el resto de la división Austin-Morris y cualquier financiación para la División dentro de BL se asignó a modelos del mercado masivo que se necesitaba con urgencia, dejando a MG con recursos limitados para desarrollar y mantener su gama de modelos existente, que se volvió cada vez más obsoleta. En medio de una combinación de políticas económicas, internas y externas, la fábrica de Abingdon se cerró el 24 de octubre de 1980 como parte del drástico programa de recortes necesarios para intentar reflotar a BL después de los tiempos turbulentos de la década de 1970. El último automóvil construido allí fue el MGB y, después del cierre de la planta de Abingdon, la marca MG fue abandonada temporalmente y BL decidió que no habría un sucesor directo inmediato del MGB o del Midget.
Aunque muchas plantas se cerraron dentro de British Leyland, ninguna generó tanta agitación entre trabajadores, distribuidores, clubes y clientes como lo hizo este cierre. Años después, Sir Michael Edwards expresó su pesar por su decisión.
Entre 1982 y 1991, la marca MG solía diseñar versiones más deportivas de las gamas de Austin Rover Group, MG Metro, Austin Maestro y Austin Montego. La marca MG no revivió por derecho propio hasta 1992, con el MG RV8, un MGB Roadster actualizado con un motor V8, que se presentó en el Salón del Automóvil de Birmingham de 1992, con una producción limitada que comenzó en 1993.[cita requerida]

### Rover Group

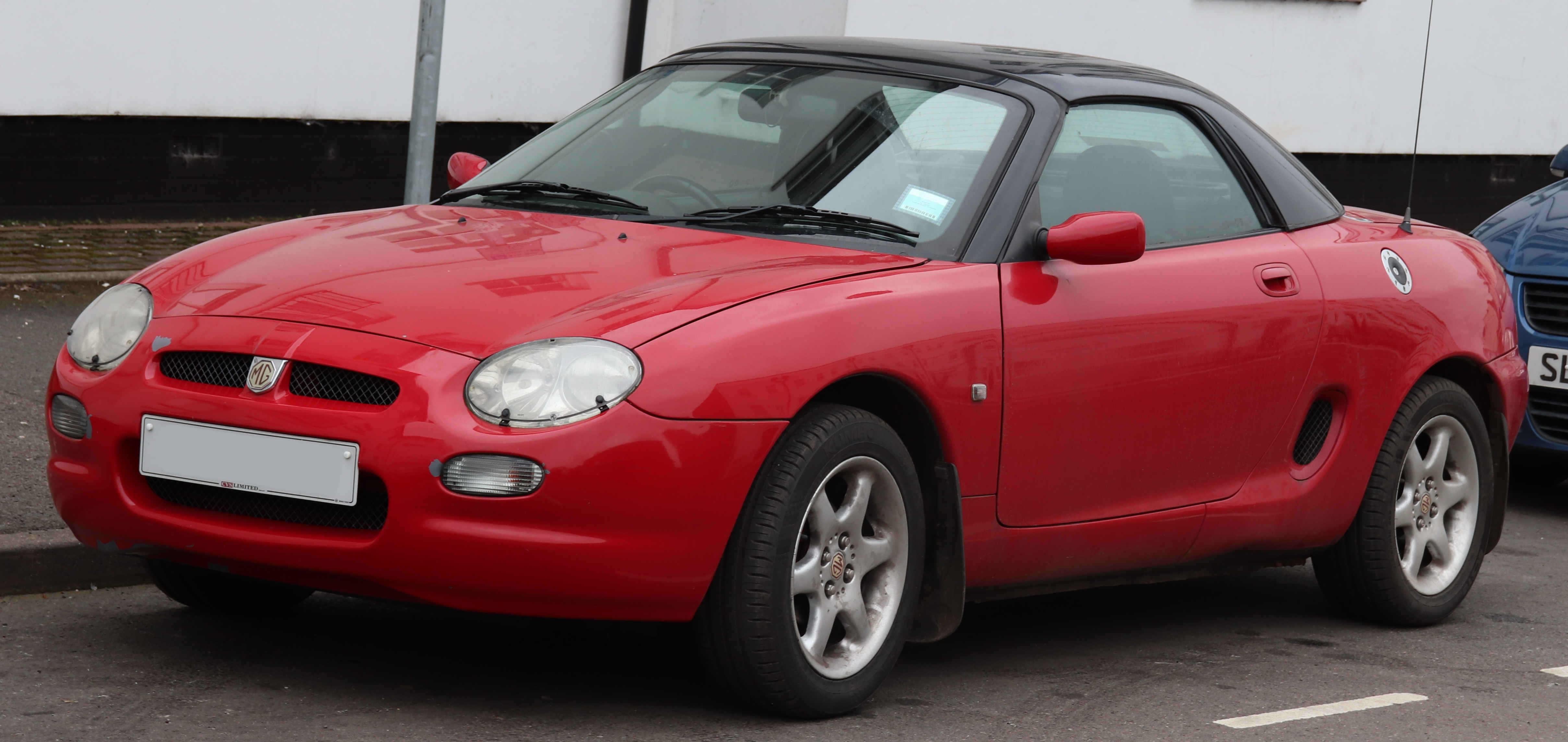
En 1995, el MG F se convirtió en el primer MG completamente nuevo desde el MGB

Después de que BL se convirtiera en Grupo Rover en 1986, la propiedad de la marca MG pasó a British Aerospace en 1988 y luego en 1994 a BMW. El nombre de MG fue revivido por segunda vez en 1992 con el lanzamiento del MG RV8, seguido por el MG F de motor central en 1995, que resultó ser más exitoso que el RV8, de corta duración.

### MG Rover
BMW vendió el negocio en 2000 y la marca MG pasó al MG Rover Group con sede en Longbridge, Birmingham. Continuó la práctica de vender deportivos MG únicos junto con modelos rediseñados. El grupo entró en quiebra en 2005 y la producción de automóviles se suspendió el 7 de abril de 2005. A partir de 2003, la antigua fábrica de Abingdon se convirtió en la sede de McDonald's y de la Thames Valley Police,[cita requerida] con tan solo el antiguo bloque de oficinas que todavía sigue en pie. La sede del MG Car Club, establecida en 1930, se encuentra al lado.[cita requerida]
En 2006, se informó de que una iniciativa llamada Project Kimber, dirigida por David James, había entrado en conversaciones con Nanjing para comprar la marca MG para producir una gama de autos deportivos basada en el diseño Smart Roadster descontinuado por DaimlerChrysler AG. No se llegó a un acuerdo, lo que resultó en la adopción de la marca AC Cars para el nuevo modelo. El proyecto pareció quedar inactivo a partir de 2009.

### MG Motor

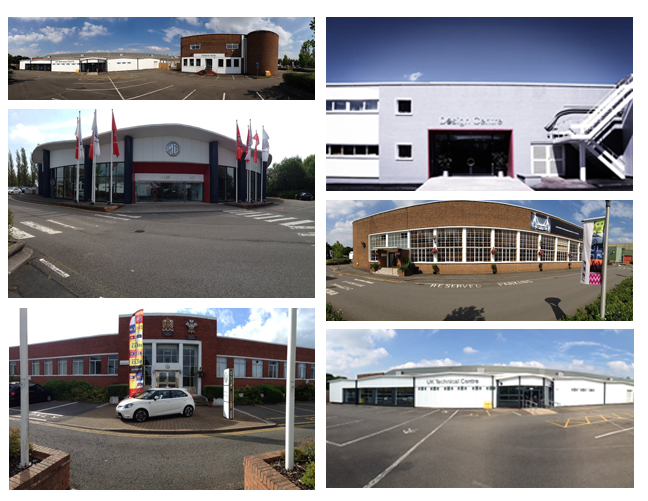
Sede del Centro de Diseño y Tecnología MG Motor-SAIC en el Reino Unido

El 22 de julio de 2005, el grupo Nanjing Automobile compró los derechos de la marca MG junto con otros activos del Grupo MG Rover, excepto la línea de producción del modelo ZS, por 53 000 000 £, creando una nueva compañía llamada NAC MG UK, que pasó a llamarse MG Motor tras la fusión de Nanjing Automobile con Shanghai Automobile Industry Corporation (SAIC). En 2011, MG Motor lanzó un nuevo modelo, el MG 6 GT y Magnette, que fueron los primeros MG de nueva generación disponibles en el Reino Unido desde el MG TF.
El primer modelo completamente nuevo de la marca MG en 16 años es el MG 6, derivado del modelo chino Roewe 550, lanzado al mercado oficialmente el 26 de junio de 2011 durante una visita del primer ministro chino Wen Jiabao a la planta de Longbridge.
Para marzo de 2012, SAIC había invertido un total de 450 millones de libras en MG Motor. Las ventas en el Reino Unido totalizaron 782 vehículos en 2012. El nuevo MG 3 salió a la venta en el Reino Unido en septiembre de 2013.
MG Motor obtuvo el tercer lugar en la categoría de 'Mejor fabricante' en la encuesta Auto Express 2014 Driver Power. El 90 cumpleaños de la marca se celebró en 2014, en un año récord en el que la compañía lideró el crecimiento en el sector de la industria del automóvil en el Reino Unido. Las ventas de la marca MG aumentaron un 361% durante 2014 gracias en parte a la introducción del MG 3 en la gama de productos.

### Modelos

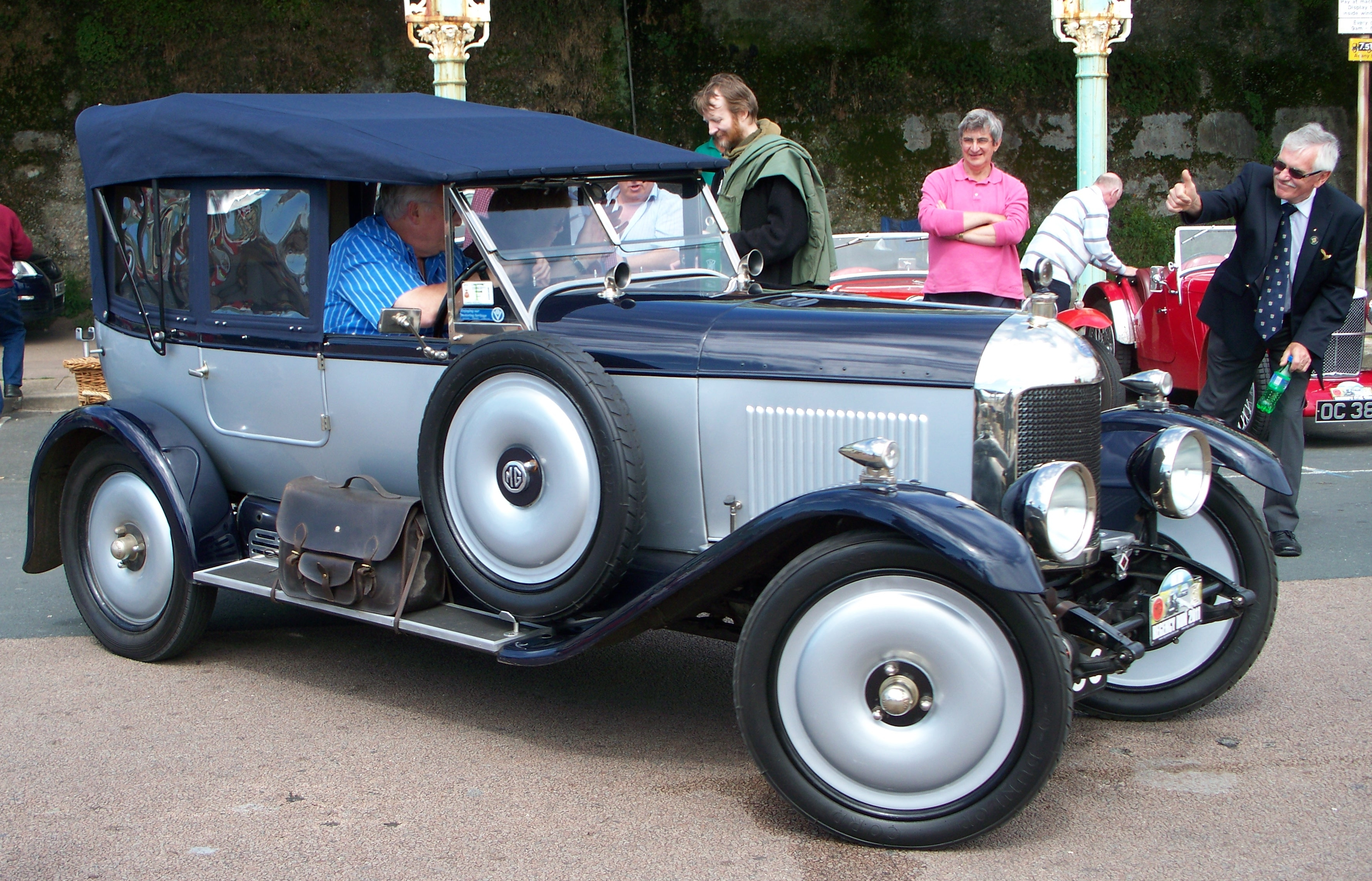
Morris Oxford 14-28 de 1925

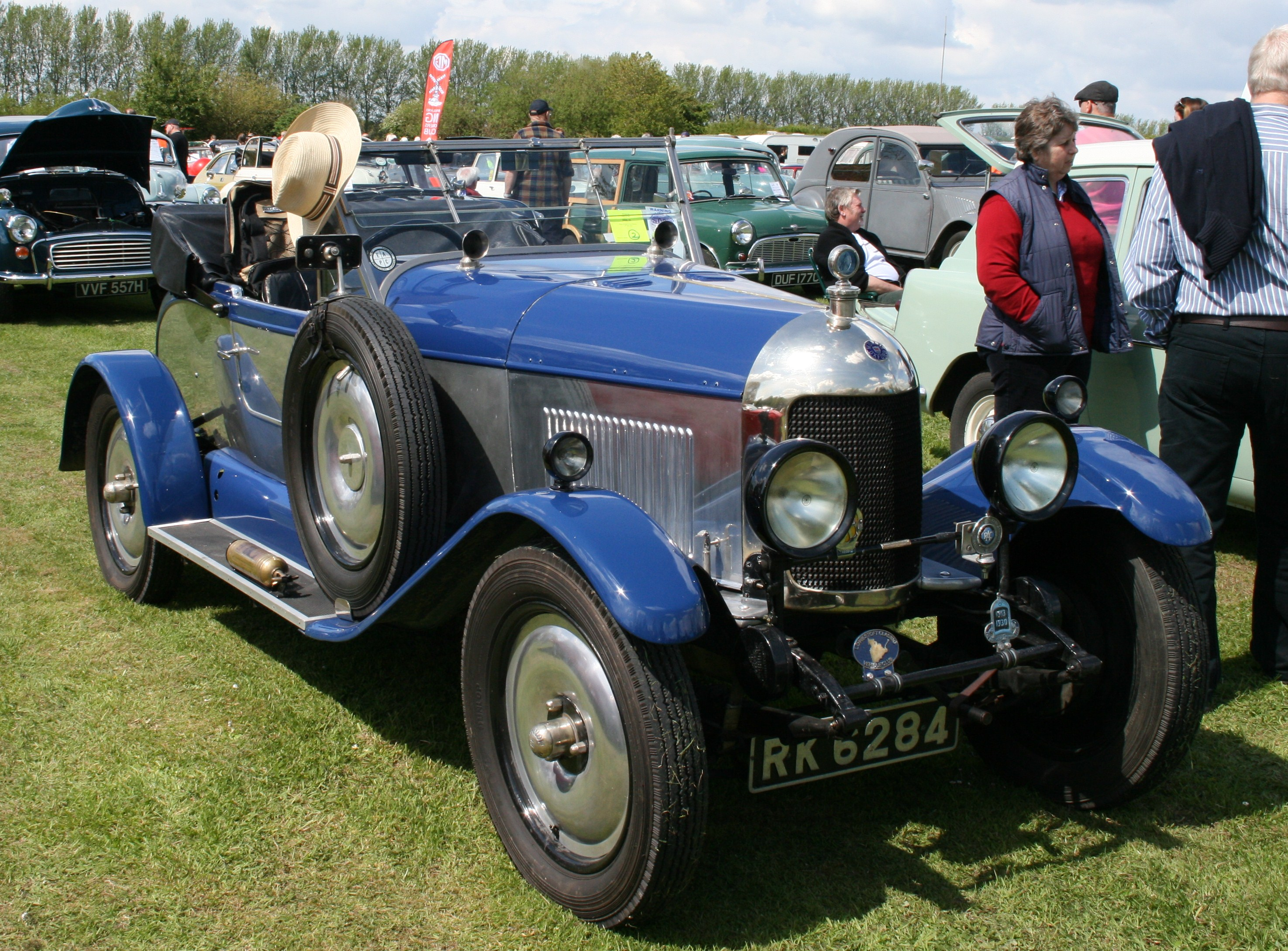
Morris Oxford de 1926

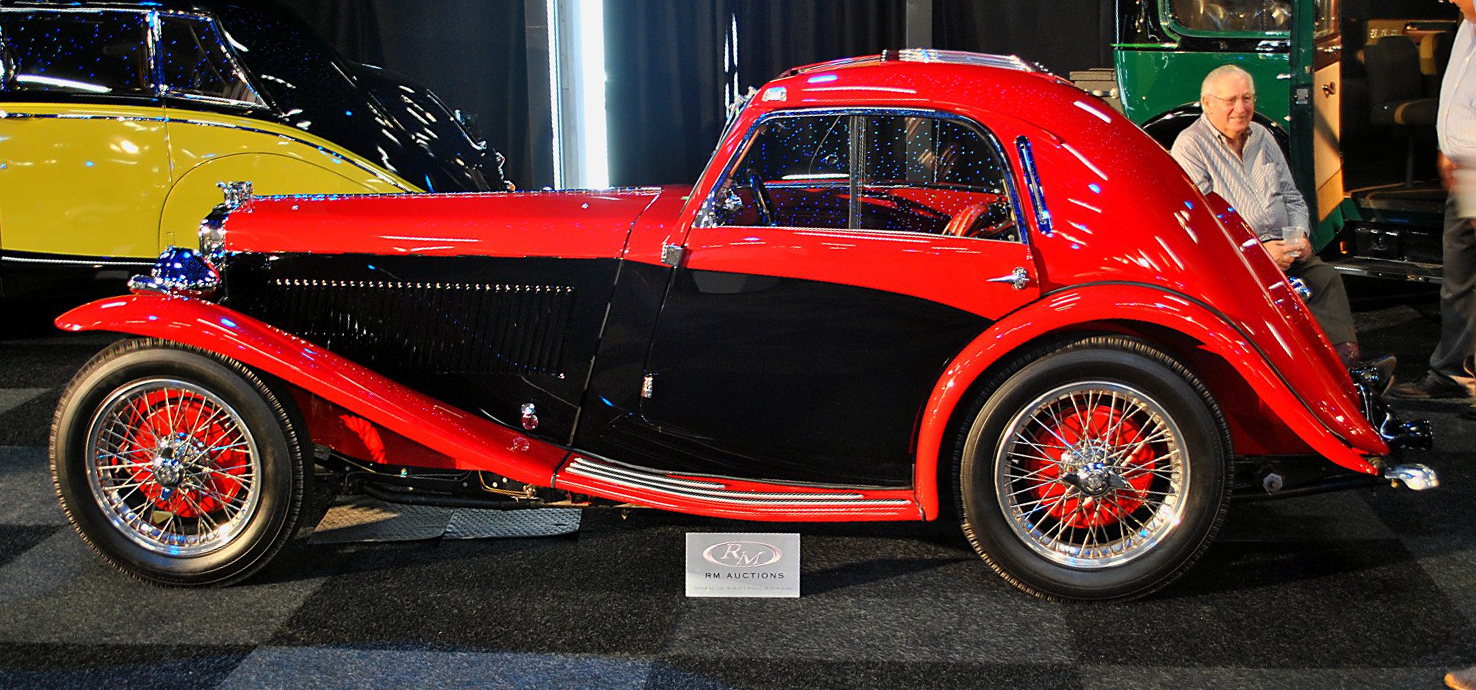
NB Magnette Airline Coupé de 1936

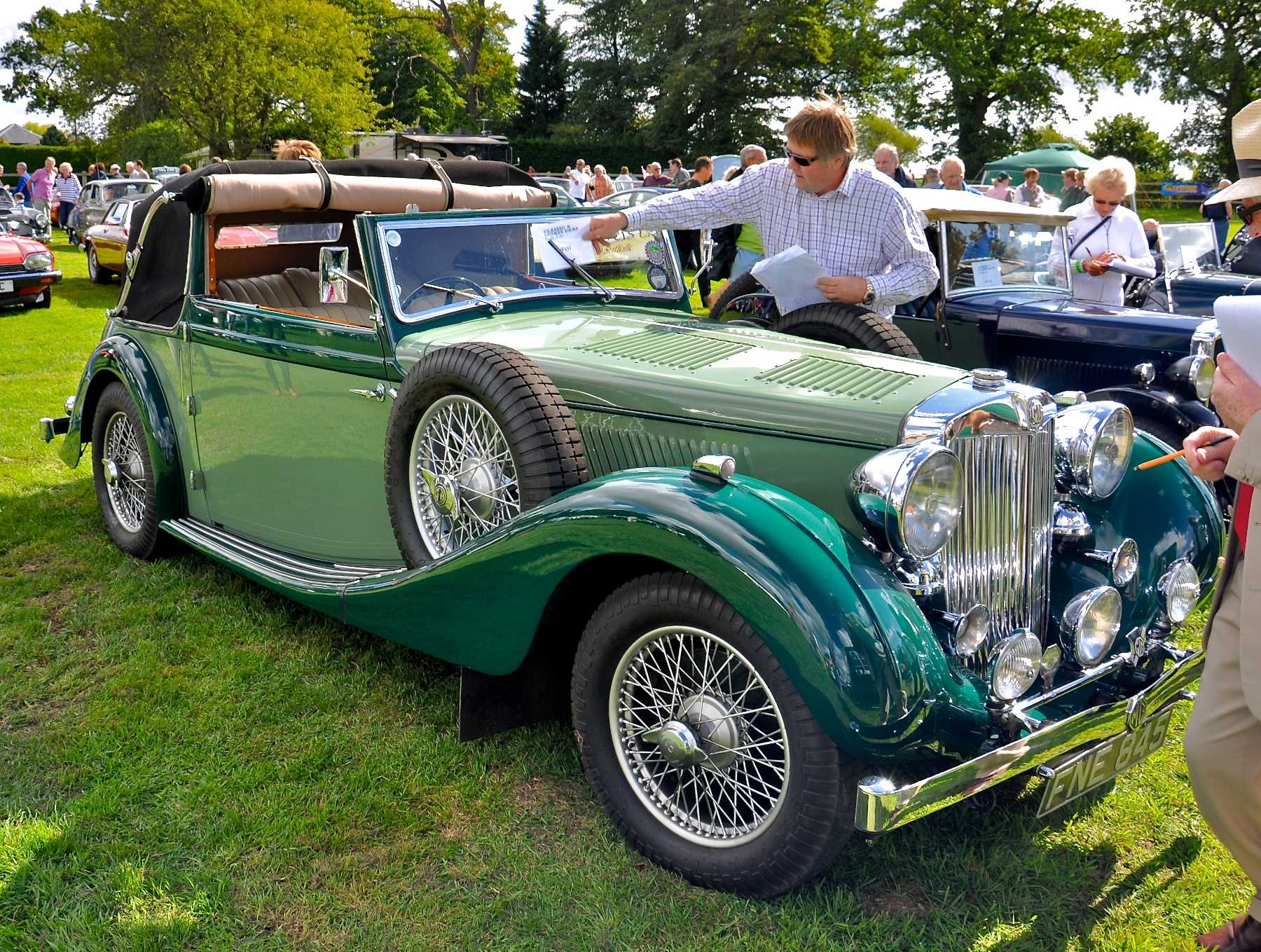
WA Tickford de 1939

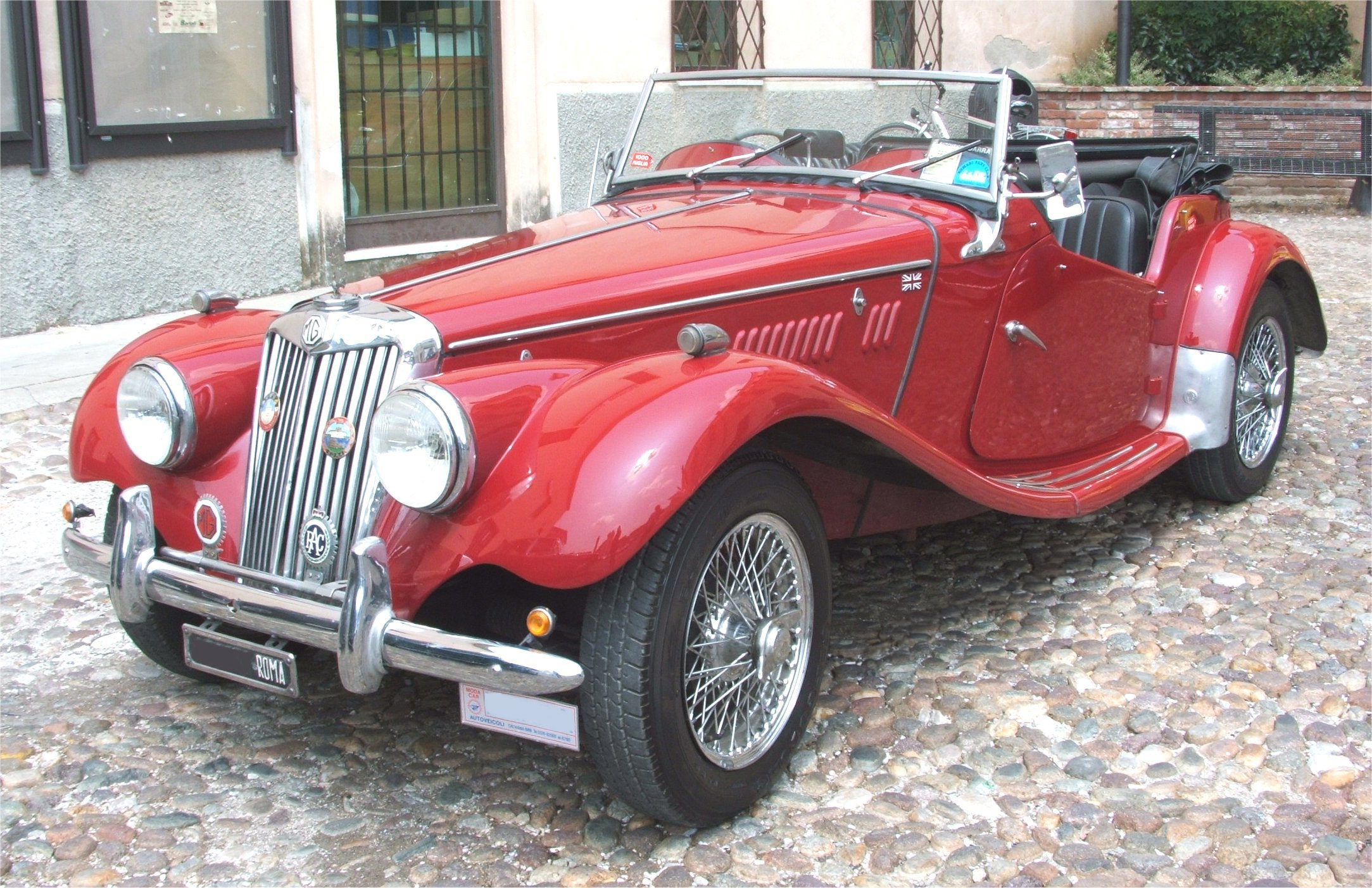
TF de 1954

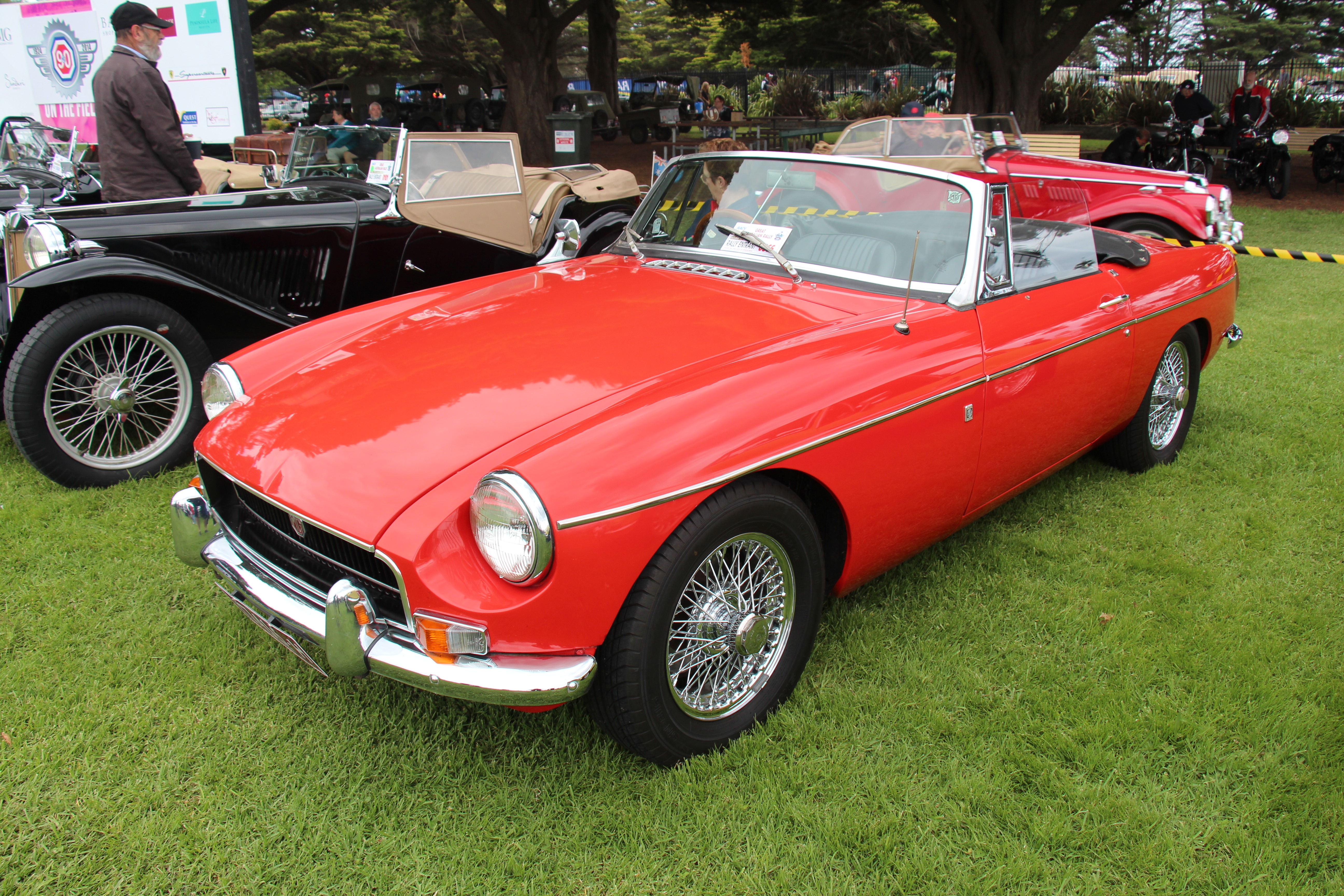
MGB Mk II Roadster de 1970

El primer modelo, el MG 14/28 de 1924, consistía en una nueva carrocería deportiva sobre el chasis del Morris Oxford. Este modelo de automóvil se siguió fabricando durante bastante tiempo, adaptándose a las sucesivas versiones del Morris Oxford. El primer automóvil que se puede describir como un MG completamente nuevo en lugar de un Morris modificado, fue el MG 18/80 de 1928, que tenía un chasis diseñado específicamente y supuso la primera aparición de la tradicional parrilla vertical de los MG. En 1929 se lanzó un automóvil más pequeño, el primero de una larga línea de Midgets que comenzó con el MG M basado en el chasis del Morris Minor de 1928.
MG se hizo un nombre en los primeros días del deporte de las carreras internacionales de automóviles. Comenzando antes de la Segunda Guerra Mundial, MG produjo una línea de modelos conocidos como los Midget de la Serie T, que, después de la guerra, se exportaron a todo el mundo, logrando un mayor éxito de lo esperado. Las distintas versiones del MG T anterior a la guerra se fueron actualizando con cada modelo sucesivo.
MG se apartó de su línea anterior de berlinas del Tipo Y y de los diseños anteriores a la guerra y lanzó el MG A en 1955. El MGB fue lanzado en 1962 para satisfacer la demanda de un deportivo más moderno y cómodo. En 1965 siguió el cupé de techo fijo (FHC): el MGB GT. Con actualizaciones continuas, principalmente para cumplir con las normas cada vez más estrictas de emisiones y seguridad de los Estados Unidos, el MGB se produjo hasta 1980. Entre 1967 y 1969 se lanzó un modelo de corta duración llamado MGC, que se basó en la carrocería del MGB, pero con un motor de seis cilindros en línea más grande y desafortunadamente, más pesado, con unas condiciones de manejo algo peores. MG también comenzó a producir el MG Midget en 1961. El Midget era un Austin-Healey Sprite de segunda generación rediseñado y ligeramente modificado. Para consternación de muchos entusiastas de la marca, el MGB de 1974 fue el último modelo fabricado con parachoques cromados debido a las nuevas regulaciones de seguridad de los Estados Unidos. A partir de mediados de 1974, el Midget sería equipado con unas gruesas defensas de goma negra que, según algunos, arruinaron las armoniosas líneas del coche. En 1973, el MGB GT V8 se lanzó con el motor V8 Rover de origen Buick, siendo fabricado hasta 1976. Al igual que con el MGB, el diseño del Midget se modificó con frecuencia hasta que la fábrica de Abingdon cerró en octubre de 1980. El emblema de MG también se aplicó a distintas versiones de los sedanes BMC de carácter algo más "deportivo", incluido el Austin MG 1300 Mark II, que también estaba disponible como Riley.
La marca se siguió utilizando después de 1980 bajo la dirección de British Leyland, usándose en distintas versiones de los sedanes Austin Motor Company, incluidos el MG Metro, el Austin Maestro y el Austin Montego. En Nueva Zelanda, el emblema de MG apareció incluso en los familiares Montego de finales de la década de 1980, con la denominación MG 2.0 Si Wagon.
También se emprendió una breve tentativa en el mundo de la competición con una versión de motor central con seis cilindros del MG Metro, cuya producción terminó en 1990 con el lanzamiento de un modelo exclusivamente con la marca Rover. El MG Maestro y el MG Montego permanecieron a la venta hasta 1991, cuando Rover redujo la producción de estos modelos para concentrarse en los más modernos Serie 200 y Serie 400. Los modelos Rover Metro, 200 y 400 GTi de alto rendimiento se pusieron a la venta a fines de 1989 y durante todo 1990, ya que la versión MG del Metro se suspendió en 1990 y las versiones del Maestro y del Montego se eliminaron en 1991. El Grupo Rover revivió un modelo biplaza con el MG RV8 en 1992. El nuevo MG F salió a la venta en 1995, convirtiéndose en el primer auto deportivo "realmente" MG producido en serie desde que el MGB dejó de producirse en 1980.
Tras la compra en mayo de 2000 de las marcas MG y Rover por parte de Phoenix Consortium y la formación del nuevo MG Rover Group, la gama MG se amplió en el verano de 2001 con la introducción de tres modelos deportivos basados en la gama contemporánea de automóviles Rover. El MG ZR se basó en el Rover 200/25, el MG ZS en el Rover 45 y el MG ZT/ZT-T en el Rover 75.
El Grupo MG Rover compró Qvale, que se había hecho cargo del desarrollo del De Tomaso Bigua, que fue renombrado como Qvale Mangusta y ya aprobado para su venta en los Estados Unidos, formó la base del MG X-Power SV, un deportivo "extremo" con motor V8, que se presentó en 2002 y salió a la venta en 2004.
En 2017, SAIC exhibió el primer coche conceptual MG completamente nuevo durante bastante tiempo, cuando se presentó el E-Motion en el Salón del Automóvil de Shanghái. A partir de junio de 2020, se informó que MG lanzaría un deportivo eléctrico basado en el concepto E-Motion de 2017.
En mayo de 2020, MG mostró un nuevo diseño conceptual para un sucesor del TF, denominado MG Cyberster.

#### Modelos producidos
- Deportivos
  - 1924–1927: MG 14/28
  - 1927–1929: MG 14/40
  - 1928–1933: MG 18/80
  - 1929–1932: MG M-type Midget
  - 1931–1932: MG C-type Midget
  - 1931–1932: MG D-type Midget
  - 1931–1932: MG F-type Magna
  - 1932–1934: MG J-type Midget
  - 1932–1934: MG K-type Magnette
  - 1933–1934: MG L-type Magna
  - 1934–1936: MG N-type Magnette
  - 1934–1936: MG P-type Midget
  - 1936–1940, 1945–1955: MG T-type Midget
  - 1955–1962: MG A
  - 1961–1979: MG Midget
  - 1962–1980: MGB
  - 1967–1969: MGC
  - 1973–1976: MGB GT V8
  - 1992–1995: MG RV8
  - 1995–2002: MG F
  - 2002–2005 y 2007–2011: MG TF
  - 2002–2005: MG X-Power SV
- Subcompactos
  - 1982–1990: MG Metro
  - 2001–2005: MG ZR
  - 2013 – presente: MG 3
- Sedanes pequeños
  - 1933–1934: MG KN
  - 1962–1968: MG 1100
  - 1967–1973: Austin MG 1300 Mark II
- Sedanes
  - 1927–1929: MG 14/40
  - 1928–1933: MG 18/80
  - 1937–1939: MG VA
  - 1947–1953: MG Y-type
  - 1953–1956: MG Magnette ZA
  - 1956–1958: MG Magnette ZB
  - 1959–1961: MG Magnette Mk. III
  - 1961–1968: MG Magnette Mk. IV
  - 1983–1991: Austin Maestro
  - 1985–1991: Austin Montego
  - 2001–2005: MG ZS
  - 2007–2013: MG 7
  - 1936–1939: MG SA
  - 1938–1939: MG WA
  - 2001–2005: MG ZT
- De competición
  - 1930–1931: MG 18/100 "Tigress"
  - 1934: MG Q-type
  - 1935: MG R-type
- Prototipos
  - 1985: MG EX-E
- Furgonetas
  - 1980-1998: MG Metro van[26]
  - 2003–2005: MG Express[26]

## En competición

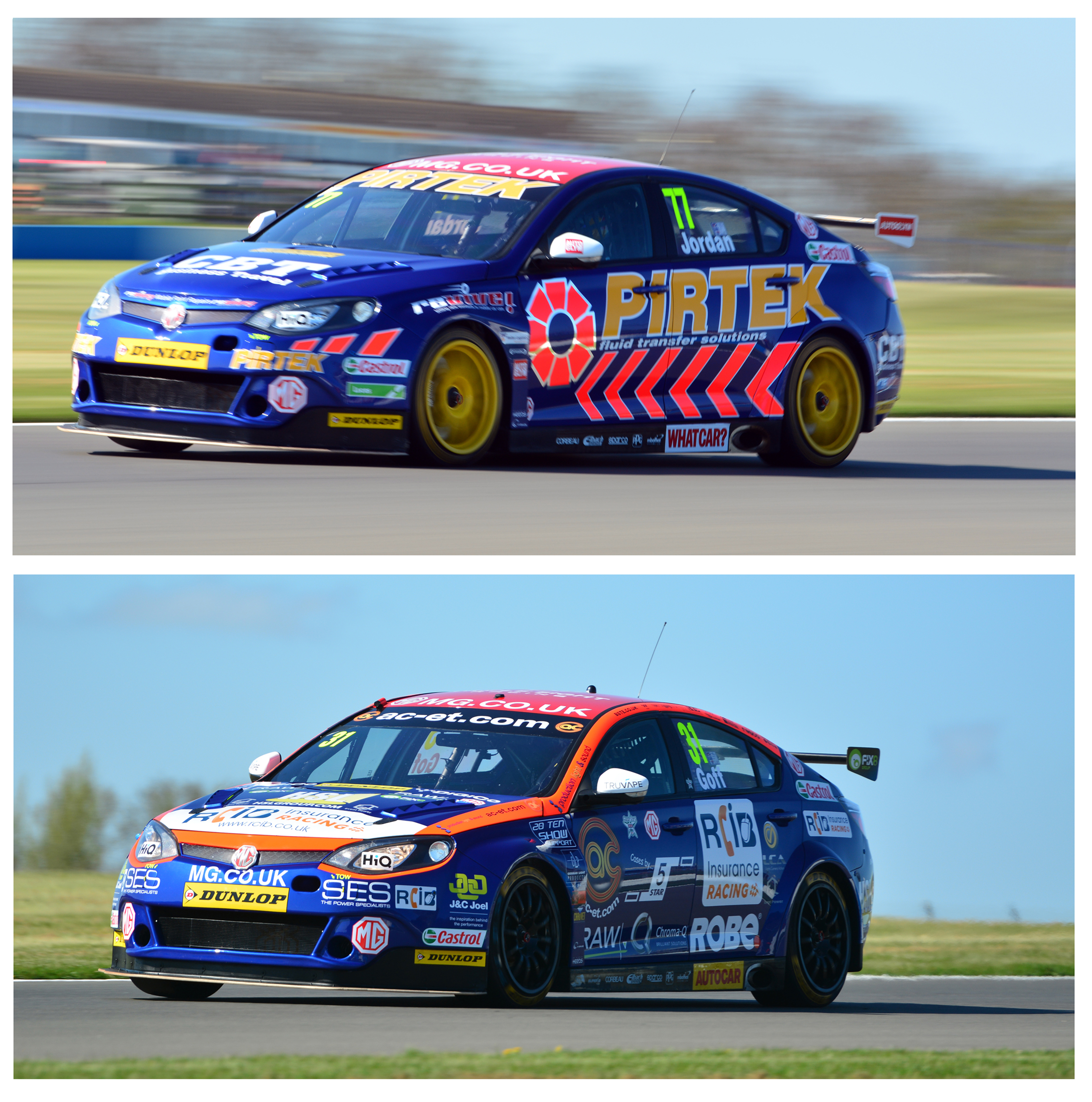
MG/Triple Eight British Touring Cars (2015)

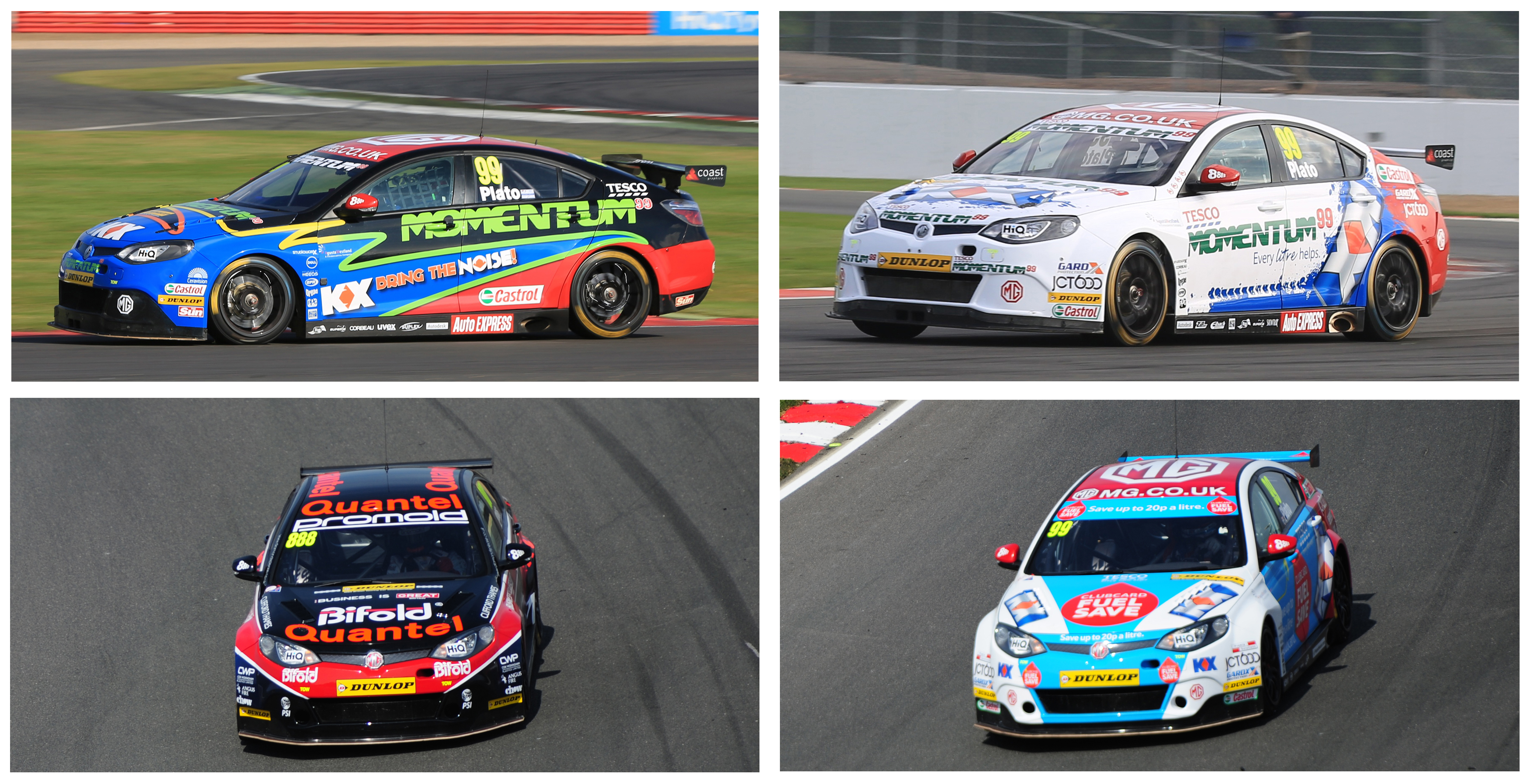
MG/Triple Eight British Touring Cars (2012–2014)

Desde sus primeros días, los MG han participado en distintas competiciones y, desde principios de la década de 1930, se fabricaron y vendieron una serie de coches dedicados a las carreras como el C-Type de 1931 y el Q-type de 1934, que pilotados por los entusiastas de la marca recibieron una considerable ayuda de la compañía. Esta colaboración finalizó en 1935, cuando MG se fusionó formalmente con Morris Motors, lo que supuso el cierre del Departamento de Competición. También se fabricó una serie de coches experimentales que le permitieron al Capitán George Eyston lograr varios récords mundiales de velocidad. A pesar de la prohibición formal de participar en las carreras, los intentos de récord de velocidad continuaron con Goldie Gardner superando las 200 mph (322 km/h) con el EX135 en 1939, una marca formidable para un coche equipado con un motor de 1100 cm³ (67 plg³).
Después de la Segunda Guerra Mundial, los intentos de romper el récord se reiniciaron en las categorías de 500 a 750 cm³ (31 a 46 plg³) a finales de la década de 1940. También se tomó la decisión de regresar a las carreras y se inscribió un equipo de MGA en la trágica edición de 1955 de las 24 Horas de Le Mans. El mejor MG logró el 12.° lugar. El departamento de competición de la British Motor Corporation (BMC) también tenía su sede en la planta de Abingdon, produciendo muchos autos ganadores de rally y de carreras, hasta que cerró la fábrica de Abingdon y la producción del MGB cesó en el otoño de 1980.
Antes de la aparición del Toyota Tundra en las Craftsman Truck Series, MG había sido la última marca extranjera utilizada en la NASCAR, con un coche conducido en 1963 por Smokey Cook.
En 2001, MG relanzó su campaña de deportes de motor para participar en las 24 Horas de Le Mans con el MG-Lola EX257), el BTCC con el MG ZS, el Campeonato Mundial de Rally y el británico; y el MG Independent British Rally Championship con el MG ZR. El equipo de Le Mans no pudo ganar la carrera de resistencia en 2001 y 2002 y renunció en 2003. MG Sport + Racing compitió en el Campeonato Británico de Turismos con el MG ZS entre 2001 y 2003 como equipo de fábrica. En 2004, el MG ZS corrió como un equipo privado. Después de tres años sin un patrocinador importante, WSR se asoció con RAC en 2006 y el equipo se llamó Team RAC. En 2007, un MG ZR conducido por el campeón de BRC Stars, Luke Pinder, ganó la clase N1 en la ronda británica del campeonato mundial de rallys. El MG British Rally Challenge todavía se celebra actualmente, a pesar de la liquidación en 2005.
En 2004, los planes para competir en el DTM con un ZT con motor V8 sobrealimentado muy modificado fueron cancelados debido a la liquidación de MG Rover en abril de 2005.
En enero de 2012, MG Motor anunció que participaría en el Campeonato de Turismos Británico de 2012 con el equipo MG KX Momentum Racing recientemente establecido. En su temporada de debut, el equipo utilizó dos MG6 pilotados por Jason Plato y Andy Neate. Jason terminó la temporada en tercer lugar, con el coche todavía sin encontrar su ajuste óptimo en condiciones húmedas.
El equipo regresó en 2013 con Sam Tordoff al volante, con una buena actuación en el año de su debut. Plato una vez más se clasificó tercero, con Tordoff sexto.
MG ganó el Campeonato de Fabricantes 2014 para romper el reinado de cuatro años de Honda. Después de solo tres años de competición, el MG6 GT selló el título con 95 puntos al final de la temporada en Brands Hatch. Los pilotos Plato y Tordoff acumularon siete victorias y 20 podios en el calendario de 30 carreras. Plato terminó el Campeonato de Pilotos en segundo lugar, detrás de Colin Turkington, mientras que Tordoff terminó séptimo. En 2014, un tercer MG6 GT estaba en la parrilla, con Marc Hynes al volante, también a cargo de la escudería Triple Eight, pero en una nueva librea que no se parecía a la de los otros dos MG. La firma ocupó el segundo lugar en el Campeonato de Constructores de 2015, con Andrew Jordan liderando al equipo de MG al terminar la quinta temporada.

## Línea del tiempo
| 1885                  | 1896                  | 1901                  | 1904                  | 1905                  | 1910                  | 1913                  | 1922                  | 1930                  | 1951                  | 1952                      | 1961                      | 1962                      | 1965                      | 1966                      | 1967                      | 1968                              | 1981                              | 1982               | 1985               | 1986             | 1987             | 1993             | 1999                            | 2000                            | 2005                                  | 2006                                  | 2010                                  | 2011                                  | Presente                              |
| --------------------- | --------------------- | --------------------- | --------------------- | --------------------- | --------------------- | --------------------- | --------------------- | --------------------- | --------------------- | ------------------------- | ------------------------- | ------------------------- | ------------------------- | ------------------------- | ------------------------- | --------------------------------- | --------------------------------- | ------------------ | ------------------ | ---------------- | ---------------- | ---------------- | ------------------------------- | ------------------------------- | ------------------------------------- | ------------------------------------- | ------------------------------------- | ------------------------------------- | ------------------------------------- |
| Triumph Motor Company | Triumph Motor Company | Triumph Motor Company | Triumph Motor Company | Triumph Motor Company | Triumph Motor Company | Triumph Motor Company | Triumph Motor Company | Triumph Motor Company | Triumph Motor Company | Triumph Motor Company     | Triumph Motor Company     | Leyland Motor Corporation | Leyland Motor Corporation | Leyland Motor Corporation | Leyland Motor Corporation | British Leyland Motor Corporation | British Leyland Motor Corporation | Austin Rover Group | Austin Rover Group | Rover Group plc  | Leyland DAF      | Leyland DAF      | LDV Group (Paccar)              | LDV Group (Paccar)              | Roewe - MG Motor - Maxus (SAIC Motor) | Roewe - MG Motor - Maxus (SAIC Motor) | Roewe - MG Motor - Maxus (SAIC Motor) | Roewe - MG Motor - Maxus (SAIC Motor) | Roewe - MG Motor - Maxus (SAIC Motor) |
|                       | Leyland Motor Ltd.    | Leyland Motor Ltd.    | Leyland Motor Ltd.    | Leyland Motor Ltd.    | Leyland Motor Ltd.    | Leyland Motor Ltd.    | Leyland Motor Ltd.    | Leyland Motor Ltd.    | Leyland Motor Ltd.    | Leyland Motor Ltd.        | Leyland Motor Ltd.        | Leyland Motor Corporation | Leyland Motor Corporation | Leyland Motor Corporation | Leyland Motor Corporation | British Leyland Motor Corporation | British Leyland Motor Corporation | Austin Rover Group | Austin Rover Group | Rover Group plc  | Rover Group plc  | Rover Group plc  | MG Rover Group                  | MG Rover Group                  | Roewe - MG Motor - Maxus (SAIC Motor) | Roewe - MG Motor - Maxus (SAIC Motor) | Roewe - MG Motor - Maxus (SAIC Motor) | Roewe - MG Motor - Maxus (SAIC Motor) | Roewe - MG Motor - Maxus (SAIC Motor) |
|                       |                       | Rover Company         |                       |                       |                       |                       |                       |                       |                       |                           |                           | Leyland Motor Corporation | Leyland Motor Corporation | Leyland Motor Corporation | Leyland Motor Corporation | British Leyland Motor Corporation | British Leyland Motor Corporation | Austin Rover Group | Austin Rover Group | Rover Group plc  | Rover Group plc  | Rover Group plc  | MG Rover Group                  | MG Rover Group                  | Roewe - MG Motor - Maxus (SAIC Motor) | Roewe - MG Motor - Maxus (SAIC Motor) | Roewe - MG Motor - Maxus (SAIC Motor) | Roewe - MG Motor - Maxus (SAIC Motor) | Roewe - MG Motor - Maxus (SAIC Motor) |
|                       | Riley Motors          | Riley Motors          | Riley Motors          | Riley Motors          | Riley Motors          | Riley Motors          | Riley Motors          | Riley Motors          | Riley Motors          | British Motor Corporation | British Motor Corporation | British Motor Corporation | British Motor Corporation | British Motor Holdings    | British Motor Holdings    | British Leyland Motor Corporation | British Leyland Motor Corporation | Austin Rover Group | Austin Rover Group | Rover Group plc  | Rover Group plc  | Rover Group plc  | MG Rover Group                  | MG Rover Group                  | Roewe - MG Motor - Maxus (SAIC Motor) | Roewe - MG Motor - Maxus (SAIC Motor) | Roewe - MG Motor - Maxus (SAIC Motor) | Roewe - MG Motor - Maxus (SAIC Motor) | Roewe - MG Motor - Maxus (SAIC Motor) |
|                       |                       | Wolseley Motors       |                       |                       |                       |                       |                       |                       |                       | British Motor Corporation | British Motor Corporation | British Motor Corporation | British Motor Corporation | British Motor Holdings    | British Motor Holdings    | British Leyland Motor Corporation | British Leyland Motor Corporation | Austin Rover Group | Austin Rover Group | Rover Group plc  | Rover Group plc  | Rover Group plc  | MG Rover Group                  | MG Rover Group                  | Roewe - MG Motor - Maxus (SAIC Motor) | Roewe - MG Motor - Maxus (SAIC Motor) | Roewe - MG Motor - Maxus (SAIC Motor) | Roewe - MG Motor - Maxus (SAIC Motor) | Roewe - MG Motor - Maxus (SAIC Motor) |
|                       |                       |                       | Austin Motor Company  |                       |                       |                       |                       |                       |                       | British Motor Corporation | British Motor Corporation | British Motor Corporation | British Motor Corporation | British Motor Holdings    | British Motor Holdings    | British Leyland Motor Corporation | British Leyland Motor Corporation | Austin Rover Group | Austin Rover Group | Rover Group plc  | Rover Group plc  | Rover Group plc  | MG Rover Group                  | MG Rover Group                  | Roewe - MG Motor - Maxus (SAIC Motor) | Roewe - MG Motor - Maxus (SAIC Motor) | Roewe - MG Motor - Maxus (SAIC Motor) | Roewe - MG Motor - Maxus (SAIC Motor) | Roewe - MG Motor - Maxus (SAIC Motor) |
|                       |                       |                       |                       | Morris Motors         | Morris Motors         | Morris Motors         | Morris Motors         | Morris Motors         | Morris Motors         | British Motor Corporation | British Motor Corporation | British Motor Corporation | British Motor Corporation | British Motor Holdings    | British Motor Holdings    | British Leyland Motor Corporation | British Leyland Motor Corporation | Austin Rover Group | Austin Rover Group | Rover Group plc  | Rover Group plc  | Rover Group plc  | MINI (BMW)                      | MINI (BMW)                      | MINI (BMW)                            | MINI (BMW)                            | MINI (BMW)                            | MINI (BMW)                            | MINI (BMW)                            |
|                       |                       |                       |                       |                       |                       |                       |                       | MG Cars               | MG Cars               | British Motor Corporation | British Motor Corporation | British Motor Corporation | British Motor Corporation | British Motor Holdings    | British Motor Holdings    | British Leyland Motor Corporation | British Leyland Motor Corporation | Austin Rover Group | Austin Rover Group | Rover Group plc  | Rover Group plc  | Rover Group plc  | Premier Automotive Group (Ford) | Premier Automotive Group (Ford) | Premier Automotive Group (Ford)       | Premier Automotive Group (Ford)       | Jaguar Land Rover (Tata Motors)       | Jaguar Land Rover (Tata Motors)       | Jaguar Land Rover (Tata Motors)       |
|                       |                       |                       |                       |                       | Jaguar Cars Ltd.      | Jaguar Cars Ltd.      | Jaguar Cars Ltd.      | Jaguar Cars Ltd.      | Jaguar Cars Ltd.      | Jaguar Cars Ltd.          | Jaguar Cars Ltd.          | Jaguar Cars Ltd.          | Jaguar Cars Ltd.          | British Motor Holdings    | British Motor Holdings    | British Leyland Motor Corporation | British Leyland Motor Corporation | Jaguar Cars Ltd.   | Jaguar Cars Ltd.   | Jaguar Cars Ltd. | Jaguar Cars Ltd. | Jaguar Cars Ltd. | Premier Automotive Group (Ford) | Premier Automotive Group (Ford) | Premier Automotive Group (Ford)       | Premier Automotive Group (Ford)       | Jaguar Land Rover (Tata Motors)       | Jaguar Land Rover (Tata Motors)       | Jaguar Land Rover (Tata Motors)       |
|                       |                       |                       |                       |                       | Aston Martin          | Aston Martin          | Aston Martin          | Aston Martin          | Aston Martin          | Aston Martin              | Aston Martin              | Aston Martin              | Aston Martin              | Aston Martin              | Aston Martin              | Aston Martin                      | Aston Martin                      | Aston Martin       | Aston Martin       | Aston Martin     | Aston Martin     | Aston Martin     | Premier Automotive Group (Ford) | Premier Automotive Group (Ford) | Premier Automotive Group (Ford)       | Premier Automotive Group (Ford)       | Aston Martin plc                      | Aston Martin plc                      | Aston Martin plc                      |